# Gabriel Lüchinger
Gabriel Lüchinger (Altstätten, 18 dicembre 1992) è un calciatore svizzero, centrocampista del Rüthi.

## Carriera

### Club
Ha giocato nella massima serie austriaca ed in quella svizzera.

### Nazionale
Ha militato nelle nazionali giovanili svizzere Under-15, Under-16 ed Under-17.

## Statistiche

### Presenze e reti nei club
Statistiche aggiornate al 26 novembre 2021.
| Stagione        | Squadra         | Campionato      | Campionato | Campionato | Coppe nazionali | Coppe nazionali | Coppe nazionali | Coppe continentali | Coppe continentali | Coppe continentali | Altre coppe | Altre coppe | Altre coppe | Totale | Totale |
| Stagione        | Squadra         | Comp            | Pres       | Reti       | Comp            | Pres            | Reti            | Comp               | Pres               | Reti               | Comp        | Pres        | Reti        | Pres   | Reti   |
| --------------- | --------------- | --------------- | ---------- | ---------- | --------------- | --------------- | --------------- | ------------------ | ------------------ | ------------------ | ----------- | ----------- | ----------- | ------ | ------ |
| 2011-2012       | San Gallo       | ChL             | 1          | 0          | CS              | 0               | 0               |                    | -                  | -                  |             | -           | -           | 1      | 0      |
| 2012-2013       | Wil             | ChL             | 22         | 3          | CS              | 2               | 0               |                    | -                  | -                  |             | -           | -           | 24     | 3      |
| 2015-2016       | Balzers         | 1L              | 24         | 8          |                 | -               | -               |                    | -                  | -                  |             | -           | -           | 24     | 8      |
| 2016-2017       | Altach          | BL              | 2          | 0          | CA              | 1               | 0               |                    | -                  | -                  |             | -           | -           | 3      | 0      |
| 2017-feb. 2018  | Ried            | 1L              | 2          | 0          | CA              | 0               | 0               |                    | -                  | -                  |             | -           | -           | 2      | 0      |
| feb.-mag. 2018  | Blau-Weiß Linz  | 1L              | 16         | 6          |                 | -               | -               |                    | -                  | -                  |             | -           | -           | 16     | 6      |
| 2018-2019       | Vaduz           | ChL             | 25         | 1          |                 | -               | -               | UEL                | 3                  | 0                  |             | -           | -           | 28     | 1      |
| 2019-2020       | Vaduz           | ChL             | 29         | 2          |                 | -               | -               | UEL                | 1                  | 0                  |             | -           | -           | 30     | 2      |
| 2020-2021       | Vaduz           | ASL             | 34         | 4          |                 | -               | -               | UEL                | 1                  | 0                  |             | -           | -           | 35     | 4      |
| 2021-2022       | Vaduz           | ChL             | 13         | 2          |                 | -               | -               | UECL               | 2                  | 0                  |             | -           | -           | 15     | 2      |
| Totale Vaduz    | Totale Vaduz    | Totale Vaduz    | 101        | 9          |                 | -               | -               |                    | 7                  | 0                  |             | -           | -           | 108    | 9      |
| Totale carriera | Totale carriera | Totale carriera | 168        | 26         |                 | 3               | 0               |                    | 7                  | 0                  |             | -           | -           | 178    | 26     |

## Palmarès

### Club

#### Competizioni nazionali
- Campionato svizzero di seconda divisione: 1

San Gallo: 2011-2012
- Coppa del Liechtenstein: 2

Vaduz: 2018-2019, 2021-2022